# Alexandra (nome)
Alexandra (também Alexandrina) é um nome próprio feminino derivado do latim Alexandra, deriva do grego antigo Alexándra (Ἀλεξάνδρα), e extraído do também nome grego Aléxandros (Ᾰ̓λέξᾰνδρος), composto por dois elementos: aléxō (ἀλέξω), que significa "proteger" ou "defender", e andrós (ἀνδρός), genitivo de aner (ἀνήρ), que significa "homem", "humanidade". Por sua vez, o nome Alexandra tem como seu significado "protetora da humanidade". 
O nome Alexandra foi um dos epítetos dados à deusa grega Hera e, como tal, é geralmente entendido como "aquele que vem para salvar guerreiros". A forma mais antiga atestada do nome é o grego micênico 𐀀𐀩𐀏𐀭𐀅𐀨 (a-re-ka-sa-da-ra ou /aleksandra/), escrito na escrita silábica Linear B. Alexandra e seu equivalente masculino, Alexandre, são nomes comuns na Grécia, bem como em países onde as línguas germânicas, românicas e eslavas são faladas.
Outra variante do nome Alexandra na língua portuguesa é Alexandrina, além da forma masculina Alexandre. Em outros idiomas, o nome Alexandra se diversifica tem como variantes: Alessandra e Alessandrina no italiano, Alexine, Alexandrine e Alexandrie no francês, Aleksandrija no sérvio, e Alejandra no espanhol.

## Variações em outros idiomas
| Lingua    | Nome                     | Outras formas               |
| --------- | ------------------------ | --------------------------- |
| Grego     | Αλεξάνδρα. (Alexándra)   |                             |
| Latim     | Alexandra, Alexandrina   |                             |
| Francês   | Alexandra, Alexandrine   | Alexandrie, Alexine, Alexie |
| Espanhol  | Alejandra, Alejandrina   | Ale                         |
| Italiano  | Alessandra, Alessandrina | Ale, Sandra, Sandrina       |
| Inglês    | Alexandra, Alexandrina   | Alexia, Lexa, Lexie         |
| Português | Alexandra, Alexandrina   | Xandra, Alexia              |
| Russo     | Александрa (Alexsandra)  | Саша (Saša)                 |

## Personalidades
- Alexandrina Vitória do Reino Unido
- Alexandra Feodorovna
- Alexandra Kollontai
- Alexandra da Dinamarca
- Alexandra da Grécia e Dinamarca
- Alexandra de Kent
- Alexandra de Saxe-Coburgo-Gota
- Alexandra de Roma
- Alexandra de Hanôver
- Alexandra da Lituânia
- Alexandra da Baviera
- Alexandrina de Balazar
- Alexandrina de Meclemburgo-Schwerin
- Alexandrina de Bleschamp
- Alexandrina Luísa da Dinamarca
- Alexandrina da Prússia
- Alejandra Pizarnik
- Alexandrine Le Normant d'Étiolles
- Alexandrine Tinné
- Alexandrina, Condessa de Portarlington